# Ніколя Енар
Ніколя Енар (фр. Nicolas Hénard, 16 вересня 1964) — французький яхтсмен.
Олімпійський чемпіон 1988 (Торнадо), 1992 (Торнадо) років.